# 馬德里薩山
46°55′51.9″N 09°52′19.6″E / 46.931083°N 9.872111°E

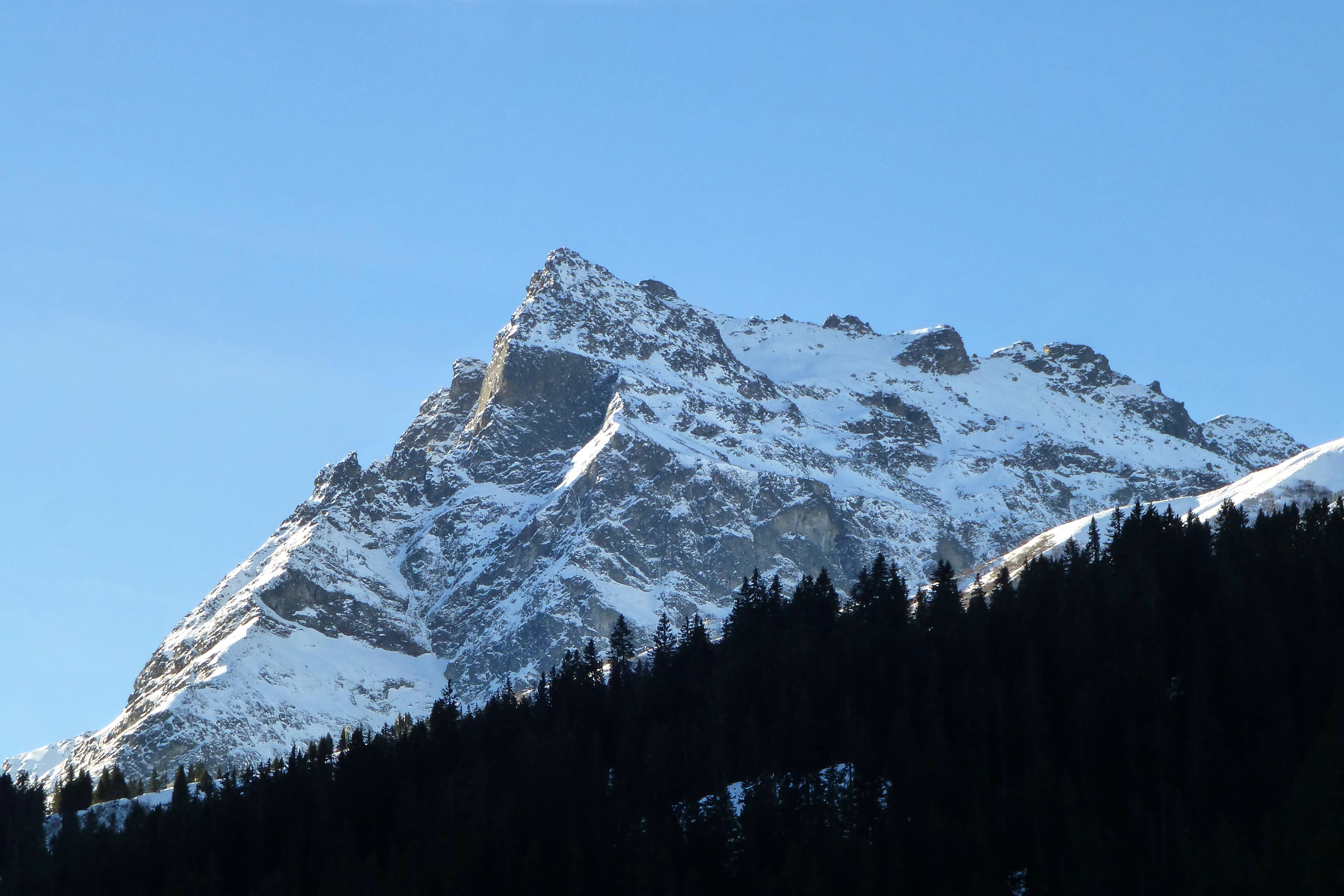

馬德里薩山（Madrisahorn），是瑞士的山峰，位於該國東南部，由格勞賓登州負責管轄，屬於雷蒂孔山的一部分，海拔高度2,826米，每年平均降雨量1,729毫米。